# Europamästerskapen i fälttävlan 1997
Europamästerskapen i fälttävlan 1997 arrangerades i Burghley, Storbritannien. Tävlingen var den 23:e upplagan av Europamästerskapen i fälttävlan.

## Resultat
| Placering | Ryttare          | Häst             | Land |
| --------- | ---------------- | ---------------- | ---- |
| 1         | Bettina Overesch | Watermill Stream | GER  |
| 2         | William Fox-Pitt | Cosmopolitan II  | GBR  |
| 3         | Kristina Gifford | General Jock     | GBR  |
| 4         | Mary King        | Star Appeal      | GBR  |
| 5         | Polly Phillips   | Coral Cove       | GBR  |
| 6         | Ian Stark        | Arakai           | GBR  |
| 7         | Anna Hermann     | Home Run II      | SWE  |
| 10        | Paula Törnqvist  | Monaghan         | SWE  |
| 12        | Magnus Österlund | Master Mind      | SWE  |
| utg       | Sivert Jonsson   | Jumping Jet Pack | SWE  |

| Placering | Land           |
| --------- | -------------- |
| 1         | Storbritannien |
| 2         | Sverige        |
| 3         | Frankrike      |
| 4         | Tyskland       |
| 5         | Schweiz        |
| 6         | Irland         |